# Solenne Maryová
Solenne Maryová (* 2. března 1981 Saint-Martin-d'Hères, Francie) je bývalá francouzská sportovní šermířka, která se specializovala na šerm šavlí. Francii reprezentovala v prvním desetiletí jednadvacátého století. Na olympijských hrách startovala v roce 2008 v soutěži družstev. V roce 2009 obsadila třetí místo na mistrovství Evropy v soutěži jednotlivkyň. S francouzským družstvem šavlistek vybojovala v roce 2006 titul mistryň světa.